# Ван Яньхань
Ван Яньхань (кит.: 王延翰; піньїнь: Wáng Yánhàn; помер 14 січня 927) — другий правитель держави Мінь періоду п'яти династій і десяти держав.

## Життєпис
Був сином і спадкоємцем Ван Шеньчжі. Зайняв трон після смерті останнього, втім формально взяв царський титул 13 листопада 926 року. Лише за два місяці після цього був повалений і вбитий своїми зведеним (Ван Яньбін) та біологічним (Ван Яньцзюнь) братами, останній з яких зайняв трон.